# 叶卡捷琳娜·别拉绍娃
叶卡捷琳娜·费奥多罗夫娜·别拉绍娃（俄語：Екатери́на Фёдоровна Белашо́ва (Алексеева-Белашова)，1906年11月19日（12月2日）—1971年5月9日），是苏联的雕塑家、艺术家，曾担任苏联艺术家联盟主席。